# Władysław Tumkiewicz
Władysław Tumkiewicz (ur. 20 września 1922 w Wilnie, zm. 15 marca 1977 we Wrocławiu) – polski rzeźbiarz, absolwent wrocławskiej Akademii Sztuk Pięknych, wykładowca rzeźby na Wydziale Architektury Politechniki Wrocławskiej.

## Życiorys
Władysław Tumkiewicz rozpoczął studia plastyczne jeszcze w rodzinnym Wilnie . W czasie okupacji przeżył wiele dramatycznych chwil. Uciekł na Łotwę, by uniknąć wcielenia do Armii Czerwonej, gdy wrócił po aneksji Łotwy przez ZSRR – został w 1941 wywieziony na roboty przymusowe do Niemiec. Tu w fabryce Opla w Rüsselsheim am Main pracował przy produkcji broni. Ocalał dzięki szybkiemu wyzwoleniu fabryki przez aliantów .
Po wojnie Tumkiewicz przyjechał do Wrocławia, gdzie jako jeden z absolwentów pierwszego rocznika z 1948 ukończył Państwowe Liceum Sztuk Plastycznych; w 1953 obronił dyplom w pracowni rzeźby wrocławskiej PWSSP. Następnie prowadził zajęcia z rzeźby i kompozycji przestrzennej na Wydziale Architektury Politechniki Wrocławskiej. Ożenił się z koleżanką z liceum plastycznego, Ireną Śnitek .
Został pochowany na Cmentarzu Świętej Rodziny we Wrocławiu.

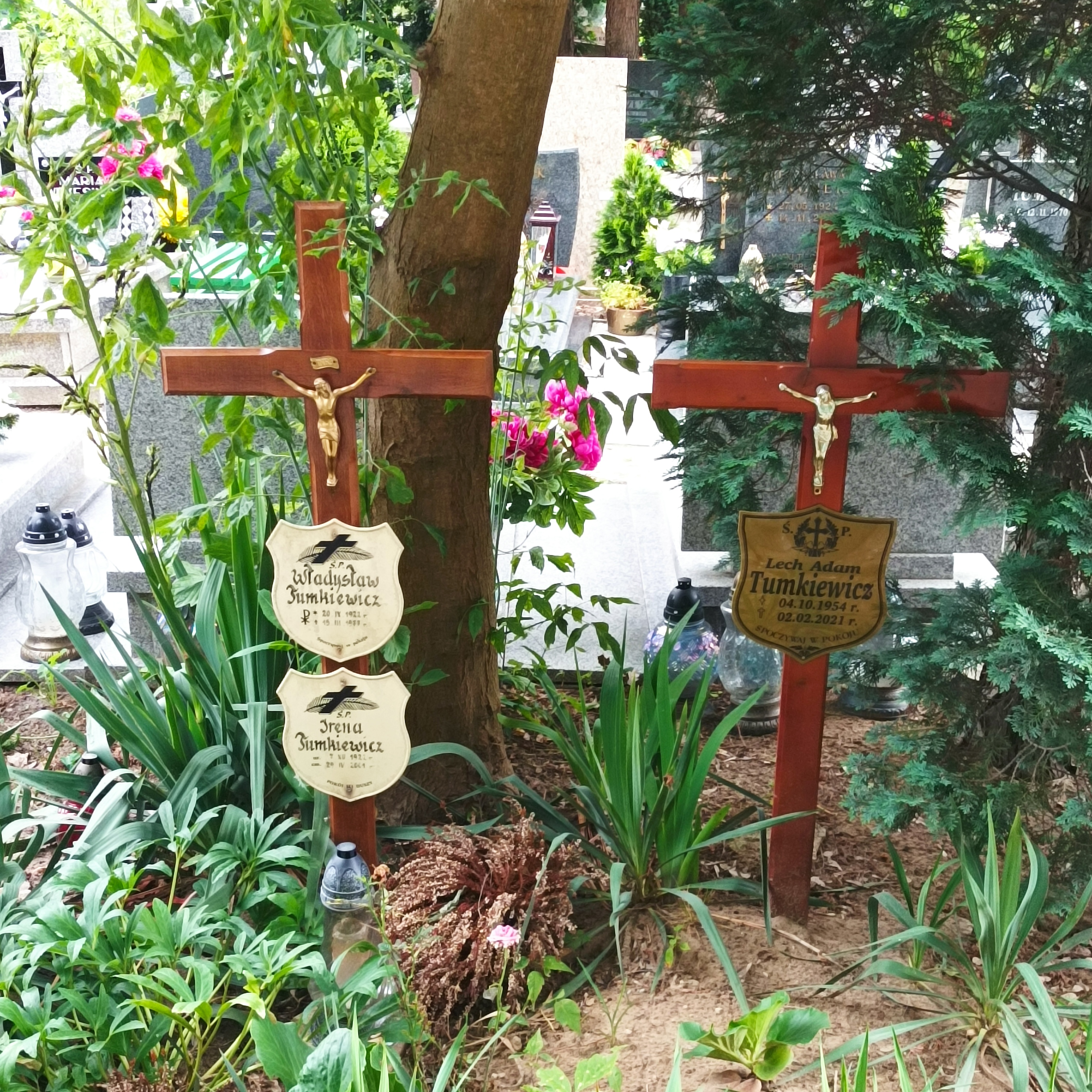
Grób Władysława Tumkiewicza na Cmentarzu Świętej Rodziny

## Twórczość
Po październiku 1956 w reakcji na schematyzm sztuki socrealizmu Tumkiewicz porzucił pracę w gipsie w zamkniętej pracowni. Odszedł od scen rodzajowych szukając inspiracji w naturze. Zaczął odtąd rzeźbić w plenerze pracując nad serią głów rzeźbionych w kamieniu polnym, wykorzystując ekspresję zawartą w kształtach uformowanego przez naturę granitu. W niewielkim stopniu ingerował w formę rzeźby ograniczając się do zaznaczenia rysów twarzy .
Później rzeźbił w twardych gatunkach drewna: w leszczynie tureckiej i kaukaskiej. Zmiana medium rzeźbiarskiego spowodowała zasadniczą zmianę stylu jego twórczości. W ciągu kilku lat powstał nowy cykl rzeźb. Impresje słowiańskie były otwartymi formami z nieregularnymi prześwitami z podkreśleniem urody użytego tworzywa. Artysta budował kompozycje wzdłuż osi pionowej, celowo rozkładając akcenty pełnego profilu i wypełnionych powietrzem ażurów . Jest to nawiązanie do kompozycji Henry’ego Moore’a Interior/Exterior Forms (Prace „wydrążone”). Te drewniane rzeźby Tumkiewicza powstały na pograniczu abstrakcji organicznej i rzeźby figuratywnej. Dzięki temu krytycy zaliczali artystę do pokolenia „nowoczesnych” (podobne inspiracje czerpali zresztą z Moore’a tacy m.in. polscy artyści jak Zdzisław Beksiński, Jerzy Jarnuszkiewicz, Barbara Zbrożyna czy Alina Ślesińska  ). Pierwszą indywidualną wystawę dorobku artysty otworzono w 1955, dwie kolejne po dziesięciu latach we Wrocławiu i w Polanicy-Zdroju, dwa lata później w Warszawie .

## Pomniki zrealizowane przez artystę

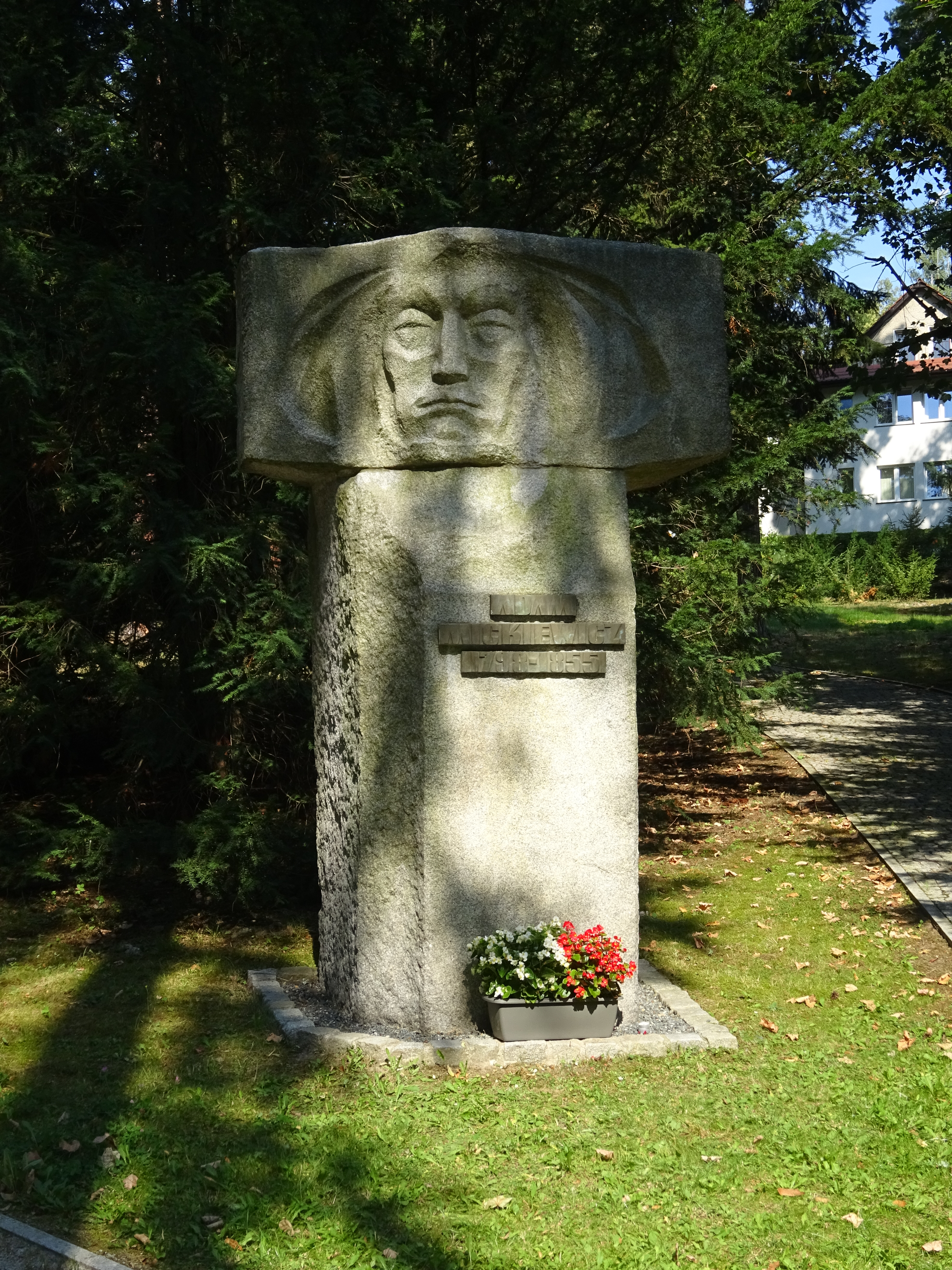
Pomnik Adama Mickiewicza w Polanicy Zdroju

Władysław Tumkiewicz jest także autorem kilku, głównie wrocławskich, pomników:
- Karola Świerczewskiego na dziedzińcu I LO przy ul. Poniatowskiego we Wrocławiu, odsłoniętego 18 listopada 1967 (obecnie w lapidarium jednego z wrocławskich cmentarzy[7]),
- Głaz Galla Anonima, przy dzisiejszym placu Westerplatte, z tego samego roku[7],
- Adama Mickiewicza w polanickim parku Zdrojowym, odsłoniętego 9 czerwca 1969 z inicjatywy Włodzimierza Młotkowskiego[2] ,
- Oskara Langego, dawnego patrona Uniwersytetu Ekonomicznego we Wrocławiu, na dziedzińcu uczelni, odsłoniętego 2 października 1974, w dzień przemianowania Wyższej Szkoły Ekonomicznej na Akademię Ekonomiczną im. Oskara Langego[8].
- Rzeźba „Alarm – ginie natura” w Wałbrzychu z 1976[9]

## Kontrowersje
W kwietniu 2003 w ramach happeningu młodzież szkolna przemalowała pomnik K. Świerczewskiego dłuta Tumkiewicza na św. Mikołaja. Również polanicki pomnik Mickiewicza spotkał się z krytyką: twórcę oskarżono o socrealizm, a pomnik nazwano „pokraczną pozostałością sprzedajnego rzemiosła” . Wkrótce jednak okazało się, że kontrowersje budzi nie tyle artysta, co sam Mickiewicz, niewpisujący się we współczesną koncepcję promocji miasta. Protesty mieszkańców wzbudziło wyrzucenie pomnika z parku Zdrojowego, po 40 latach od powstania; jeszcze wcześniej, od 1955, stał tam inny pomnik: Mickiewicza i Puszkina, dłuta Chaima Goldberga. Później pomnik przywrócono na obrzeże parku, jednak bez postumentu i uwzględnienia warunków ekspozycji rzeźby .